# NK Gorica
NK Gorica je nogometni klub iz Gorice. U sezoni 2019./20. se natječe u 2. ŽNL Zadarska.